# Gunter Haeldermans
Gunter Haeldermans (Hasselt, 16 april 1978) is een Belgisch politicus voor cd&v. Sinds 23 januari 2025 is hij burgemeester van de Limburgse stad Maaseik. 

## Biografie
Haeldermans studeerde aan de toenmalige Katholieke Hogeschool Limburg. Nadien werd hij leraar aan het Technisch Instituut Sint-Jansberg in Maaseik. Later bekleedde hij diverse directiefuncties en was hij directeur coördinatie van de katholieke scholengemeenschap basisonderwijs Maas & Kempen.

## Politieke loopbaan
In 2013 werd Haeldermans gemeenteraadslid in Maaseik. Een jaar later, in 2014, volgde hij Toine Schaefer op als schepen van Openbare Werken.
Bij de Belgische gemeenteraadsverkiezingen van 2018 was hij lijsttrekker voor CD&V Maaseik. Hij behaalde 1.547 voorkeurstemmen. Hoewel CD&V één zetel verloor en met zeven zetels de tweede grootste partij werd, belandde de partij in de oppositie wegens een voorafgaand akkoord tussen de andere partijen.
Na een legislatuur in de oppositie was Haeldermans opnieuw lijsttrekker bij de gemeenteraadsverkiezingen van oktober 2024. Hij behaalde 1.649 voorkeurstemmen. De partij werd de grootste met 31,2% van de stemmen en steeg in zetelaantal van zeven naar tien.
Sinds 23 januari 2025 is Haeldermans burgemeester van Maaseik. Hij leidt een coalitie bestaande uit CD&V plus, Pro 3680 en N-VA.

## Personalia
Haeldermans is gehuwd en vader van drie kinderen. Hij woont in het Maaseikse gehucht Heppeneert.